# Léontée de Lampsaque
Pour les articles homonymes, voir Léontée.
Leontée (en grec ancien Λεοντεύς / Leonteús) est un philosophe grec originaire de Lampsaque, disciple d'Épicure (début du IIIe siècle av. J.-C.). Il est le mari de Thémista, également élève de l'école d'Épicure. De par l'estime qu'ils ont d'Épicure, ils nomment leur fils par son nom.
Léontée est décrit par Strabon comme « un des hommes les plus habiles de la ville [de Lampsaque] » avec Idoménée.